# Soligàlitx
Soligàlitx (en rus Солигалич) és una ciutat de l'óblast de Kostromà (Rússia). Es troba a la riba esquerra del riu Kostromà, a 166 km de Kostromà.

## Història
Al començament la ciutat era un important centre de salines, que proveïen no només tot Rússia, sinó també gran part d'Escandinàvia. Aquestes salines s'anomenen ja en el testament d'Ivan I de Moscou com Sol-Gàlitxkaia.
Al final del segle XIV les salines foren heretades per la família de Dmitri Xemiaka, qui proveïa els fons necessaris per a les llargues guerres pel control de Moscou. El 1450 tant Gàlitx com Soligàlitx van ser conquerides per Bassili II.
El segle XVI les salines eren explotades per la Laura de la Santíssima Trinitat i Sant Sergi i per uns altres cinc monestirs. Fou aleshores que la ciutat fou saquejada diverses vegades pels tàtars de Kazan i pels udmurts.
El 1609 Soligàlitx esdevé seu d'un voivodat. Fou saquejada per una de les unitats lituanopoloneses que arrasaven Rússia durant el conflicte conegut com la Guerra Russopolonesa. El 1649 la ciutat, encara de fusta, fou destruïda en un incendi. Per això a les acaballes del segle xvii mitja dotzena d'esglésies s'hi van reconstruir en maó.
El 1708 Soligàlitx fou incorporada a la gubèrnia d'Arkhànguelsk. Setanta anys més tard es crea la gubèrnia de Kostromà, i Soligàlitx esdevé un centre d'uiezd. Actualment la ciutat es coneix com una estació termal secundària, té fonts d'aigües minerals i banys de llot.

## Demografia
| 1897  | 1926  | 1939  | 1959  | 1970  |       |
| ----- | ----- | ----- | ----- | ----- | ----- |
| 3 400 | 3 400 | 5 400 | 5 800 | 6 700 |       |
| 1979  | 1989  | 1996  | 2002  | 2008  | 2010  |
| 7 100 | 7 500 | 7 300 | 6 996 | 6 300 | 6 136 |